# Shahrestān-e Īz̄eh
Shahrestān-e Īz̄eh (persiska: شهرستان ايذه, ايذه) är en delprovins (shahrestan) i Iran.   Den ligger i provinsen Khuzestan, i den centrala delen av landet, 400 km söder om huvudstaden Teheran.
Delprovinsen hade 198 871 invånare 2016.